# Jordanska nogometna reprezentacija
Jordanska nogometna reprezentacija (arapski: المنتخب الأُردُنِيّ لِكُرَّةُ الْقَدَم) predstavlja Jordan u međunarodnom nogometu i pod kontrolom je Jordanskog nogometnog saveza. Jordan se nikada nije kvalificirao na Svjetsko nogometno prvenstvo, ali se pet puta pojavio na Azijskom nogometnom prvenstvu i prvi put stigao do finala 2024. godine.
Jordan je dvostruki prvak Arapskih igara 1997. i 1999.; dvostruki prvak jordanskog međunarodnog turnira 1992. i 2022.; i prvak međunarodnog turnira u Bahreinu 2002. Jordan je tri puta bio domaćin prvenstva Zapadnoazijske nogometne federacije, 2000., 2007. i 2010.; Arapskoga kupa 1988.

## Nastupi na Azijskim nogometnim prvenstvima
Godine 2004. Jordan se prvi put uspio kvalificirati na Azijsko nogometno prvenstvo. Nakon dva remija 0-0 protiv Južne Koreje i Ujedinjenih Arapskih Emirata i pobjede 2-0 protiv Kuvajta, uspjeli su ući u četvrtfinale kao drugi u preliminarnoj skupini. Tamo je protiv Japana bilo neriješeno 1-1 nakon regularnog vremena. Jordan je na kraju morao priznati poraz 3-4 u sudačkoj nadoknadi i ispao je.
Nakon što se nije uspio kvalificirati za prvenstvo 2007., Jordan je ponovno sudjelovao na Azijskom prvenstvu u Kataru 2011. Nakon pobjeda nad Saudijskom Arabijom i Sirijom plasirali su se u četvrtfinale kao drugoplasirani u skupini iz Japana. Jordan je tamo eliminiran nakon 1-2 poraza od Uzbekistana.
Na Azijskom prvenstvu 2015. u Australiji, Jordan se ponovno susreo s braniteljem naslova Japanom u skupini D, a ostali protivnici bili su: Irak i Palestina. Jordan je završio treći u skupini s tri boda i ispao.
Na Azijskom prvenstvu u Ujedinjenim Arapskim Emiratima 2019. bili su prvi u skupini s Australijom, Palestinom i Sirijom. U osmini finala ispali su od Vijetnama na jedanaesterce.
Na Azijskom prvenstvu u Kataru 2023. (igralo se 2024.), bili su treći u skupini s Južnom Korejom, Bahreinom i Malezijom. Prošli su dalje kao jedna od četiri najbolje plasiranih reprezentacija, koje su bile treće u skupini. U osmini finala pobijedili su Irak 3:2, a u četvrtfinalu debitanta Tađikistan 1:0, kojeg je vodio Hrvat Petar Šegrt. U polufinalu svladali su favoriziranu Južnu Koreju 2:0. Četiri gola na prvenstvu zabio je Yazan Al-Naimat (Al Ahli SC (Katar), a tri Musa Al-Taamari (Montpellier HSC). U finalu su izgubili protiv domaćina Katara 1:3. Katar je dao sva tri gola iz jedanaesteraca, a postigao ih je Akram Afif.